# Mark Roberts (streaker)
Mark Roberts (12 de diciembre de 1964 en Liverpool, Noroeste de Inglaterra) es un streaker inglés conocido internacionalmente por interrumpir varios eventos internacionales (en su mayoría deportivos) al correr desnudo.
Su interés por el streaking empezó en 1993 tras ver a una mujer en la misma situación saltando al terreno de juego en un partido de Rugby 7 disputado en Hong Kong. Tras apostar en un bar a que sería capaz de hacerlo, al día siguiente se presentó desnudo en el local.
Según un artículo del Daily Telegraph, Roberts ha pasado toda su vida en el paro y sin subsidio por desempleo, por lo que hizo del streaking su profesión.

## Eventos
A lo largo de sus espontaniedades, ha participado en más de 500 eventos como la Hamilton Race Course, concursos de Mister Universo y de Miss Mundo, partidos de tenis, los Sanfermines de Pamplona, España, y mundiales de natación entre otros. No obstante su especialidad son los partidos de fútbol.
Otra de sus apariciones famosas fueron en 1995 cuando irrumpió en la programación del tiempo del programa matinal de la cadena ITV presentado por Fred Talbot y en el que apareció emulándole durante la previsión meteorológica.[cita requerida]
En enero de 2003 tenía pensado asistir a San Diego, Estados Unidos para presenciar en directo la final de la XXXVII edición de la Super Bowl sin éxito al haberse agotado las entradas, por lo que volvió a insistir, esta vez en Houston, Texas, donde tuvo lugar la XXXVIII Super Bowl que albergaba la final entre los New England Patriots y Carolina Panthers. Momentos antes de que diese inicio la segunda parte, saltó a la grada disfrazado de árbitro para después desnudarse y bailar solo con un tanga puesto. Finalmente fue reducido por el plantel de ambos equipos y las fuerzas de seguridad con la consecuente multa de 1000 dólares por irrumpir de manera ilegal.
En 2005 realizó una aparición en España, en el Clásico del fútbol español en el Estadio Santiago Bernabéu. Roberts bajó al césped con la inscripción "Galactic Ass" pintada en la espalda, una mofa del sobrenombre del Real Madrid de aquella época, Galácticos. En aquel partido coincidió con el espontáneo español Jimmy Jump. También viajó a Alemania para asistir a la final del Mundial 2006, pero fue detenido antes de que pudiera acceder al estadio. Al año siguiente tuvo mejor suerte cuando corrió desnudo por Wembley en el primer partido de la fase regular de la NFL que tuvo lugar fuera del continente americano. 
En 2010 volvió a correr, está vez con una máscara de gato cubriendo sus genitales durante una exhibición canina.
Al año siguiente, el artista Benedikt Dichgans le contrató para que corriese desnudo por el museo Tate Britain y en la gala de los premios Turner, pero fue detenido.
En 2013 apareció en un documental de Channel 4. Aquel mismo año anunció que tenía pensado retirarse, no sin antes hacer un último streak.
Después de varios años sin actuar, Roberts apareció en los Juegos Olímpicos de Pieonchang 2018 en la pista de patinaje sobre hielo, luciendo un tutú con el mensaje "Peace+Love" (Paz y amor) pintado en el torso.